# 태머니 홀

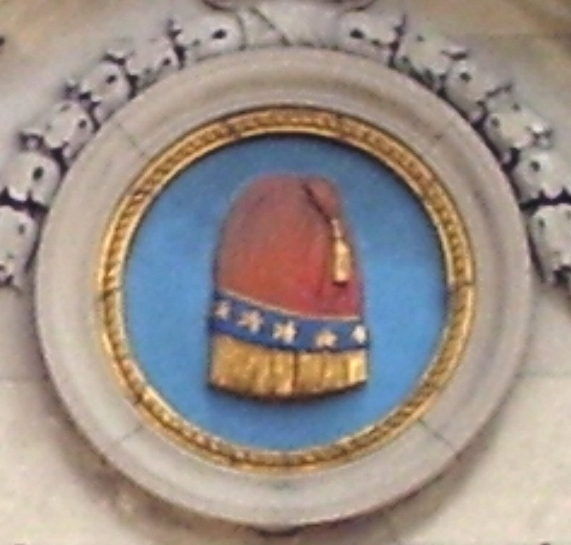
태머니 홀의 로고

태머니 홀(Tammany Hall)은 뉴욕 시를 기반으로 활동했던 민주당의 법인화된 정치조직이다. 1786년 설립되어 1789년 5월 12일 태머니 결사회(Tammany Society)라는 이름으로 법인 등록을 했다. 1760년대에서 1960년대까지 존재하면서 뉴욕시와 뉴욕주의 정치에서 주도적인 역할을 했고, 이민자, 특히 아일랜드계를 대변했다. 임원 내지 간부들을 이로쿼이 원주민 지도자 칭호에서 따온 "추장(Sachem)"이라고 했으며, 그 중에서 가장 우두머리인 보스정치인은 "대추장(Grand Sachem)"이라고 했다.
태머니 결사는 19세기 초 민주공화당의 뉴욕시 정치로부터 발생했다. 이민자 사회에서 받은 큰 지지를 바탕으로 외연을 확장했다. 하지만 태머니 결사는 동시에 부당이득, 부패의 온상이기도 했다. 특히 19세기 중반 윌리엄 매기어 트위드가 대추장이었을 시절이 타락의 절정기였다. 20세기 초의 대추장인 찰스 프랜시스 머피, 티모시 설리번 등은 태머니를 노동계급의 이해를 대변하는 단체로 체질개선을 시도함으로써 부패 집단이라는 오명을 벗어나려 했다. 이 과정에서 로베르트 페르디난트 바그너, 앨 스미스 등 유력 정치인을 배출했고 스미스는 민주당 대선후보로도 출마했다.
태머니의 영향력은 1930년에서 1945년 사이에 쇠퇴하기 시작했다. 1933년까지 뉴욕 주지사를 지내고 1945년까지 미합중국 대통령을 지낸 프랭클린 D. 루스벨트와의 대결에서 패배한 것이 몰락의 주요 원인이었다.1932년 뉴욕 시장 지미 워커가 뇌물수뢰 혐의로 파면되었고, 루스벨트는 연방정부의 태머니 지원을 중단시켰다. 보궐선거에서 공화당의 피오렐로 라 과르디아가 선출되었고, 비(非)태머니 시장으로서 최초로 연임에 성공했다. 1950년대에 카르미네 데사피오의 지도 하에 일시적으로 영향력을 회복했으나, 엘리노어 루스벨트, 허버트 리먼 등 민주당 당내 반대파와의 당권 투쟁에서 패배했다. 결국 1967년 해산되었다.

## 같이 보기
- 찰스 W. 모스